# Полисико
Полисико (грч. Πολύσυκο) је насељено место у општини Паранести у периферији Источна Македонија и Тракија, Грчка. Према попису из 2021. године било је 12 становника.
Полисико је 1920. године имао 88 житеља Турака. Године 1923. турско становништво је принудно исељенo у Турску а на њихово место су насељене грчке избегличке породице, којих је на попису из 1928. године било 63. Село се раније звало Инџарли.